# SN 2001ik
SN 2001ik – supernowa nieznanego typu odkryta 21 listopada 2001 roku w galaktyce A013341-0026. W momencie odkrycia miała maksymalną jasność 21,90m.